# Conte Mountbatten di Burma
Il titolo di Conte Mountbatten di Birmania è stato creato fra i pari del Regno Unito nel 1947 per il Rear Admiral Lord Louis Mountbatten, I Visconte Mountbatten di Birmania, ultimo Viceré d'India.
Le lettere patenti sono rare in quanto consentono la successione femminile al titolo in mancanza di eredi maschi.
... a sua figlia maggiore Patricia Edwina Victoria baronessa Brabourne, dal nome, appellativo e titolo di baronessa Romsey, di Romsey nella Contea di Southampton e gli eredi maschi del suo corpo legalmente generato, e in mancanza di tale prole ad ogni altra figlia legalmente generata dal detto Louis Francis Albert Victor Nicholas, Visconte Mountbatten di Burma, successivamente in ordine di anzianità di età e di priorità di nascita e agli eredi maschi dei loro corpi legittimamente generati ...
Come risultato la figlia maggiore di Lord Mountbatten di Birmania, Patricia, successe come La Contessa Mountbatten di Birmania (The Countess of Burma) in seguito alla morte di suo padre. Nel caso la linea legittima maschile di discesa della II Contessa Mountbatten di Birmania si estinguesse, il titolo sarà ereditato da sua sorella Lady Pamela Hicks ed i suoi eredi maschi. Nel caso che la linea maschile legittima di entrambe le sorelle si estinguesse, i titoli si estingueranno.
I titoli sussidiari del Conte sono: Visconte Mountbatten di Birmania, di Romsey nella Contea di Southampton (creato nel 1946), e Barone Romsey, di Romsey nella Contea di Southampton (1947). Entrambi questi titoli, fra i Parìa del Regno Unito, hanno lo stesso modo di trasmettersi come la Contea.
Lord Romsey era il titolo di cortesia con cui il figlio maggiore ed erede di Lady Mountbatten di Burma era conosciuto prima di succedere a suo padre come VIII Lord Brabourne.
Con la morte di sua madre il 13 giugno 2017, Lord Brabourne diventa il III Conte Mountbatten di Birmania. Di conseguenza, entrambi il titoli di pari Barone Brabourne (creato nel 1880 per il politico liberale Edward Knatchbull-Hugessen) ed il  titolo di baronetto Knatchbull (creato nel 1641 per il politico Norton Knatchbull) diventano sussidiari a questo.

## Conti Mountbatten di Birmania (1947)
- Louis Mountbatten, I conte Mountbatten di Birmania (1900–1979)
- Patricia Mountbatten, II contessa Mountbatten di Birmania (1924–2017)
- Norton Knatchbull, III conte Mountbatten di Birmania (n. 1947)

## Linea di successione al titolo
1. Nicholas Knatchbull, Lord Brabourne (n. 1981), unico figlio del III Conte Mountbatten di Birmania
2. Alexander Knatchbull (n. 2022), unico figlio di Nicholas Knacthbull
3. Michael-John Ulick Knatchbull (n. 1950), secondogenito della II Contessa Mountbatten di Birmania
4. Philip Knatchbull (n. 1961), terzogenito della II Contessa Mountbatten di Birmania
5. Frederick Knatchbull (n. 2003), figlio maggiore di Philip Knatchbull
6. John Knatchbull (n. 2004), figlio minore di Philip Knatchbull
7. Timothy Knatchbull (n. 1964), quartogenito e figlio minore della II Contessa Mountbatten di Birmania
8. Milo Knatchbull (n. 2001), figlio maggiore di Timothy Knatchbull
9. Ludovic Knatchbull (n. 2003), figlio minore di Timothy Knatchbull
10. Lady Pamela Hicks (n. 1929), figlia minore del I Conte Mountbatten di Birmania
11. Ashley Hicks (n. 1963), figlio unico di Lady Pamela Hicks
12. Caspian Hicks (n. 2018), figlio maggiore di Ashley Hicks
13. Horatio Hicks (n. 2019), figlio minore di Ashley Hicks